# 뉴질랜드 여자 U-17 축구 국가대표팀
뉴질랜드 여자 U-17 축구 국가대표팀은 뉴질랜드를 대표하는 17세 이하 여자 축구 대표팀으로 뉴질랜드 축구 협회에서 운영 및 관리한다. 

## 국제 대회 경력

### FIFA U-17 여자 월드컵
2018년 대회에서 3위를 해 역대 최고 성적을 기록하였다.

## 역대 성적

### FIFA U-17 여자 월드컵
- 2008년 - 조별 리그
- 2010년 - 조별 리그
- 2012년 - 조별 리그
- 2014년 - 조별 리그
- 2016년 - 조별 리그
- 2018년 - 3위
- 2022년 - 조별 리그
- 2024년 -

## 같이 보기
- 뉴질랜드 여자 축구 국가대표팀